# Municipio de Weisenberg
El municipio de Weisenberg  (en inglés, Weisenberg Township) es un municipio del condado de Lehigh, Pensilvania, Estados Unidos. Tiene una población estimada, a mediados de 2021, de 4962 habitantes.

## Geografía
Está ubicado en las coordenadas 40°36′12″N 75°42′39″O / 40.60333, -75.71083 (40.603389, -75.710717).

## Demografía
Según la Oficina del Censo, en 2000 los ingresos medios de los hogares eran de $ 63 631 y los ingresos medios de las familias eran de $ 70 852. Los hombres tenían ingresos medios por $ 45 898 frente a los $ 32 656 que percibían las mujeres. Los ingresos per cápita eran de $ 27 163. Alrededor del 2.3 % de la población estaba por debajo del umbral de pobreza.
De acuerdo con la estimación 2017-2021 de la Oficina del Censo, los ingresos medios de los hogares son de $ 112 366 y los ingresos medios de las familias son de $ 120 000. Alrededor del 2.0 % de la población está por debajo del umbral de pobreza.